# Satantango
Satantango (Sátántangó) è un film del 1994 diretto dal regista ungherese Béla Tarr.
Coprodotto con Svizzera e Germania, anche se girato interamente in Ungheria, il film è in bianco e nero e ha una durata di oltre 7 ore. La storia è basata sul romanzo Sátántangó dello scrittore ungherese László Krasznahorkai, che nel corso degli anni ha fornito al regista Béla Tarr già numerose storie, a partire dal soggetto per il celebre film del 1988 Kárhozat (Perdizione).

## Trama
In un desolato villaggio della campagna ungherese, dopo il crollo di una fattoria collettiva, Futaki viene svegliato dopo una notte trascorsa con la signora Schmidt dal cupo suono di campane, benché nei pressi del villaggio non vi siano campanili nelle vicinanze. Il signor Schmidt rientra in casa, costringendo Futaki a doversi nascondere e fuggire dopo aver passato la notte con la moglie di questi. Mentre è nascosto Futaki origlia e viene a conoscenza del fatto che il signor Schmidt sta tramando con Kráner un piano per rubare il denaro del villaggio, che andrebbe diviso equamente tra tutti i contadini, e fuggire altrove. Futaki a questo punto rivela a Mr. Schmidt di aver scoperto il suo piano, chiedendo di entrare a far parte di esso. Nella casa di fronte l’intera scena viene osservata da un uomo solitario e dedito agli alcolici conosciuto come “il Dottore”, che appunta gli eventi su un quaderno.
Tuttavia il piano fallisce quando nel villaggio giunge voce che il carismatico e manipolatorio Irimiás, un ex-contadino creduto morto, sta per tornare al villaggio insieme all’amico Petrina, dopo un anno e mezzo di assenza. Nel frattempo Irimías e Petrina siglano un patto con un capitano della polizia della vicina città per spiare e scrivere un rapporto sugli abitanti del villaggio. Successivamente si dirigono al villaggio e vengono accolti dal giovane Sanyi Horgos, con cui si erano accordati, un anno e mezzo prima, affinché Sanyi diffondesse tra gli abitanti del villaggio la notizia della morte di Irimías e Petrina.
Al villaggio, il Dottore scopre di aver finito il brandy. Benché controvoglia, decide di uscire di casa per comprarne di nuovo. Fuori di casa viene travolto da un forte temporale e dalla discesa delle tenebre. Durante il tragitto trova sosta e riparo in un edificio abbandonato, dove si trovano le due sorelle maggiori di Sanyi, prostitute. Ormai prossimo a raggiungere la locanda del villaggio, viene fermato dalla giovane Estike, sorella minore di Sanyi, una ragazza solitaria, mentalmente disturbata, il cui padre è morto suicida. Estike chiede disperatamente aiuto al dottore. Il dottore, inizialmente irritato, rifiuta la richiesta di aiuto della giovane, ma poco dopo se ne pente: cerca di raggiungerla per porle le sue scuse, ma la ragazza è ormai sparita. Nel tentativo disperato di inseguirla, il Dottore, trafelato, sviene nel mezzo del bosco. Viene ritrovato e soccorso il mattino seguente da un autista del villaggio, che lo accompagna in ospedale.
Si scopre dunque che il mattino prima che il Dottore uscisse di casa ad acquistare il brandy, Estike era stata ingannata da suo fratello, Sanyi, che l’aveva convinta a piantare dei soldi nel terreno della foresta, persuadendola che da questo sarebbe nato un “albero dei soldi”. Poco dopo, Estike, fuori di sé, tortura e avvelena il suo gatto, uccidendolo, ritenendolo colpevole della morte del padre e della sua solitudine. Decide dunque di seppellirlo nel luogo in cui il fratello l'aveva convinta, poco prima, a seminare dei soldi. Giunta sul luogo scopre che i soldi sono spariti. Raggiunge il fratello accusandolo del furto, ma questi la rifiuta e la respinge. Estike inizia ad errare per le campagne, totalmente alienata e con uno sguardo vitreo. Giunta alla locanda incontra il dottore, e chiede disperatamente il suo aiuto per salvare il suo gatto. Dopo il rifiuto del dottore, Estike, disperata, raggiunge un edificio in rovina si avvelena e muore.
Il giorno seguente, Irimías giunge al villaggio durante le esequie della giovane Estike. Fingendosi addolorato, Irimías tiene un discorso ai membri del villaggio accusandoli di essere tutti colpevoli della morte di Estike, per poi successivamente parlar loro di un progetto: consegnargli tutti i risparmi e i soldi del villaggio al fine di creare una nuova fattoria collettiva in un villaggio nelle vicinanze. Tutti gli abitanti, eccetto l’oste e il Dottore, accettano la proposta, e traslocano tutti i loro averi presso un distante edificio abbandonato, individuato da Irimías, dove potersi trasferire definitivamente. Giunti al luogo indicato, si addormentano. Nel mentre Irimías, distaccatosi dai contadini, raggiunge la vicina città e in una locanda incontrano un loro contatto con l’intento di acquistare una grossa quantità di esplosivo, per una ragione non esplicitata.
Il mattino seguente, Irimías tarda all’appuntamento coi contadini presso la sede del nuovo villaggio, e gli abitanti, irritati credono di essere stati ingannati da Irimías, e litigano tra di loro: Mr. Schmidt e Kráner accusano Futaki di averli trascinati in questa trappola, pretendendo la restituzione di loro soldi. Mentre aggrediscono Futaki, sopraggiunge improvvisamente Irimías, li rimprovera per il litigio e comunica loro che è necessario posticipare la realizzazione del suo progetto per problemi riscontrati con le autorità: l’unica alternativa per tutti è spargersi nelle vicine città per un periodo di tempo indeterminato, limitando i contatti tra di loro. Kráner, indispettito e sfiducioso, chiede ad Irimías la restituzione della sua quota di denaro. Irimías acconsente a ciò, ma redarguisce Kráner esprimendo tutto il suo disappunto per la sua totale mancanza di fiducia, per la sua inaffidabilità e offendendolo. Kráner decide quindi di restare parte del progetto.
Irimiás e Petrina dunque accompagnano in furgone gli abitanti del villaggio nella vicina città, dove Irimías inizia ad assegnare ad ognuno di essi una diversa destinazione e un diverso mestiere, nonché la somma di 1000 denari. Tuttavia Futaki comunica ad Irimías di aver trovato un lavoro e di non essere intenzionato a seguire le sue direttive: si fa dare la sua somma di denaro e se ne va per conto suo.
La polizia riceve il devastante rapporto di Irimías riguardo alle scarse capacità dei contadini: usa parole dure, offensive e di scherno nei confronti di ognuno di loro. Le autorità decidono dunque di riscrivere il rapporto in una forma meno volgare e violenta, prima di spedirlo.
Il Dottore ritorna dall’ospedale dopo tredici giorni, ignaro dell’arrivo di Irimías, della morte di Estike e della partenza degli abitanti del villaggio. Siede alla sua scrivania e scrive appunti, presumendo che tutti contadini stiano dormendo. Improvvisamente ode dall’esterno lo stesso suono, cupo e oscuro, di campane che aveva svegliato Futaki all’inizio. Nel villaggio né tantomeno nei dintorni, sono presenti chiese, se non una chiesa a otto chilometri, ormai distrutta e diroccata. Il Dottore decide di uscire di casa ad indagare. Giunto alle rovine della chiesa, scopre al suo interno un uomo cieco intento a colpire un batacchio e ad urlare all’infinito che i turchi stanno per arrivare. Spaventato, il Dottore torna a casa trafelato, e procede a fissare degli assi di legno alla sua finestra, venendo avvolto dalle tenebre.

## Struttura
La struttura del film è basata su quella del romanzo e prende spunto, come il titolo suggerisce, dal tango. Il film è infatti diviso in dodici parti e segue lo schema del tango, andando sei parti avanti cronologicamente e sei parti indietro. I titoli dei dodici capitoli sono i seguenti (le durate sono prese dalla versione trasmessa su Fuori orario):
1. A hír, hogy jönnek (La notizia che stanno arrivando) - 41:23
2. Feltámadunk (Resuscitati dai morti) - 31:05
3. Valamit tudni (Si viene a sapere qualcosa) - 59:07
4. A pók dolga I. (Il lavoro del ragno I.) - 25:18
5. Felfeslik (Arriva scucito) - 52:02
6. A pók dolga II - Ördögcsecs, sátántangó (Il lavoro del ragno II. - I capezzoli del diavolo, sátántangó) - 42:08
7. Irimiás beszédet mond (Irimiás tiene un discorso) - 13:24
8. A távlat, ha szemböl (Prospettiva dal fronte) - 51:33
9. Mennybe menni? Lázálmodni? (Andare in paradiso? Avere gli incubi?) - 29:11
10. A távlat, ha hátulról (Prospettiva dalla retrovia) - 30:28
11. Csak a gond, a munka (Solo problemi e lavoro) - 16:49
12. A kör bezárul (Il cerchio si chiude) - 28:23

## Produzione
Tarr voleva girare Satantango sin dal 1985 ma fu impossibilitato nella realizzazione a causa della situazione politica che a quei tempi l'Ungheria presentava. Le riprese richiesero 120 giorni ad un costo complessivo di soli 1,5 milioni di dollari. Anche se è basato su un romanzo, buona parte del film è frutto di improvvisazione. Il film è composto da numerosi piani sequenza, stile ormai classico per il regista ungherese. Secondo quanto dichiarato dallo stesso Tarr, ci sono soltanto 150 inquadrature in tutto il film.
Celebre la scena di apertura, lunga quasi 9 minuti, durante la quale la cinepresa si muove al fianco di un gruppo di mucche. Ci sono numerose riprese dove i personaggi camminano per diversi minuti senza alcun taglio di scene. Molte inquadrature durano anche fino a 10-11 minuti (al limite della durata di 12 min delle bobine di pellicola 35 mm), come ad esempio la lunga scena di ballo a metà film, in cui i protagonisti bevono fino a ubriacarsi. Il regista ha dichiarato che gli attori erano veramente ubriachi durante le riprese.

## Durata
Al contrario di quanto riportano le varie fonti, il film non dura 465 minuti, ma 435 minuti a 24 fotogrammi al secondo (velocità cinematografica classica) e 419 minuti a 25 al secondo (velocità televisiva europea).

## Distribuzione
Il film in Italia non è stato mai distribuito nelle sale o doppiato salvo presso il Cinema Massimo a Torino nel 2019, diviso in tre parti. È stato direttamente trasmesso su Rai 3 su Fuori orario, in lingua originale con sottotitoli in italiano per la prima volta nella notte del 6 gennaio 1996. Dal 4 dicembre 2012 è disponibile in DVD anche in Italia, in lingua originale con sottotitoli.

## Riconoscimenti
- 1994 - Festival internazionale del cinema di Berlino
  - Caligari Film Award (a Bela Tarr)